# Krepšinio klubas Alytus
Il K.K. Alytus è stata una società cestistica avente sede nella città di Alytus, in Lituania. Fondata nel 1995, ha giocato nel campionato lituano fino al 2011, quando a causa di problemi finanziari ha dichiarato bancarotta.